# Абехорраль
Абехорраль (исп. Abejorral) — город и муниципалитет на севере Колумбии, на территории департамента Антьокия. Входит в состав субрегиона Восточная Антьокия.

## История
Поселение, из которого позднее вырос город, было основано 15 января 1811 года доном Хосе Антонио Вильегасой. Муниципалитет Абехорраль был выделен в отдельную административную единицу в 1814 году.

## Географическое положение
Город расположен в южной части департамента, в гористой местности Центральной Кордильеры, на расстоянии приблизительно 45 километров к юго-юго-востоку (SSE) от Медельина, административного центра департамента. Абсолютная высота — 2079 метров над уровнем моря.

Муниципалитет Абехорраль граничит на севере с муниципалитетами Монтебельо, Ла-Сеха и Ла-Унион, на северо-востоке — с муниципалитетом Эль-Кармен-де-Вибораль, на востоке — с муниципалитетом Сонсон, на западе — с муниципалитетом Санта-Барбара, на юге — с территорией департамента Кальдас. Площадь муниципалитета составляет 491 км².

## Население
По данным Национального административного департамента статистики Колумбии, совокупная численность населения города и муниципалитета в 2012 году составляла 19 570 человек.
Динамика численности населения муниципалитета по годам:
| 2005   | 2006   | 2007   | 2008   | 2009   | 2010   | 2011   | 2012   |
| ------ | ------ | ------ | ------ | ------ | ------ | ------ | ------ |
| 20 249 | 20 113 | 20 022 | 19 930 | 19 853 | 19 750 | 19 672 | 19 570 |

Согласно данным переписи 2005 года мужчины составляли 50,8 % от населения Абехорраля, женщины — соответственно 49,2 %. В расовом отношении белые и метисы составляли 99,6 % от населения города; негры, мулаты и райсальцы — 0,4 %.
Уровень грамотности среди всего населения составлял 84,5 %.

## Экономика
Основу экономики Абехорраля составляют сельскохозяйственное производство и горнодобывающая промышленность.

66,1 % от общего числа городских и муниципальных предприятий составляют предприятия торговой сферы, 22,3 % — предприятия сферы обслуживания, 10,6 % — промышленные предприятия, 1 % — предприятия иных отраслей экономики.